# Воробьёв, Филипп Абрамович
Филипп Абрамович Воробьёв  (1868—?) — крестьянин, депутат Государственной думы II созыва от Воронежской губернии.

## Биография
Крестьянин села Удобное Ясеневской волости Нижнедевицкого уезда Воронежской губернии. Во время выборов в Думу был беспартийным. Образование низшее, политическое мировоззрение определялось как "умеренный". Занимался земледелием на своём наделе.
8 февраля 1907 года был избран в Государственную думу II созыва от общего состава выборщиков Воронежского губернского избирательного собрания. Вошёл в состав Конституционно-демократической фракции. 
Дальнейшая судьба и дата смерти неизвестны.

### Архивы
- Российский государственный исторический архив. Фонд 1278. Опись 1 (2-й созыв). Дело 85; Дело 586. Лист 15, 16.